# Пертевниял-султан
Пертевния́л-султа́н (тур. Pertevniyal Sultan; 1810 — 5 февраля 1883) — пятая жена османского султана Махмуда II, мать султана Абдул-Азиза. Черкешенка по происхождению. Имела большое влияние на сына, которого пережила почти на семь лет. Была последней валиде-султан, занимавшей покои матери султана во дворце Топкапы. Воспитанницей Пертевниял уже после смерти Абдул-Азиза была восьмая жена султана Абдул-Хамида II, Айше Дестизер Мюшфика Кадын-эфенди.

## Биография

### Жена султана

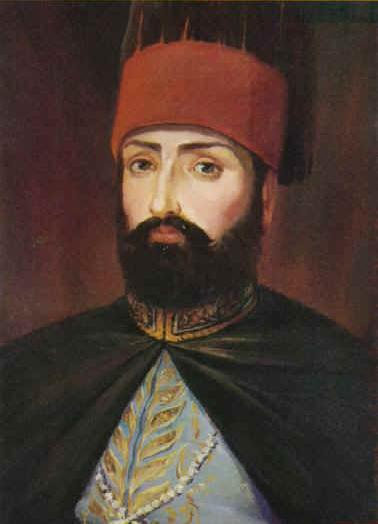
Султан Махмуд II — супруг Пертевниял

Пертевниял родилась в 1810 году, по происхождению — черкешенка. Пертевниял попала в гарем при неизвестных обстоятельствах до середины 1829 года, поскольку 9 февраля (по другим данным — в ночь с 7 на 8 февраля) родила сына Абдул-Азиза. Будущий султан, предположительно, стал единственным ребёнком Пертевниял. Также, рождение сына принесло Пертевниял статус пятой жены султана Махмуда II. Пертевниял стала одной из немногих валиде, о жизни которых в их бытность наложницами султана нет никаких данных.
Султан Махмуд II умер 1 июля 1839 года; новым султаном стал старший из его сыновей, доживших до этого времени — Абдул-Меджид I. Матерью Абдул-Меджида I была другая жена Махмуда II — грузинка Безмиалем. О жизни Пертевниял в этот период также данных нет; вероятно, в числе других домочадцев покойного султана она была выслана в Старый дворец. Абдул-Меджид I умер 25 июня 1861 года, и на трон взошёл сын Пертевниял.

### Мать султана

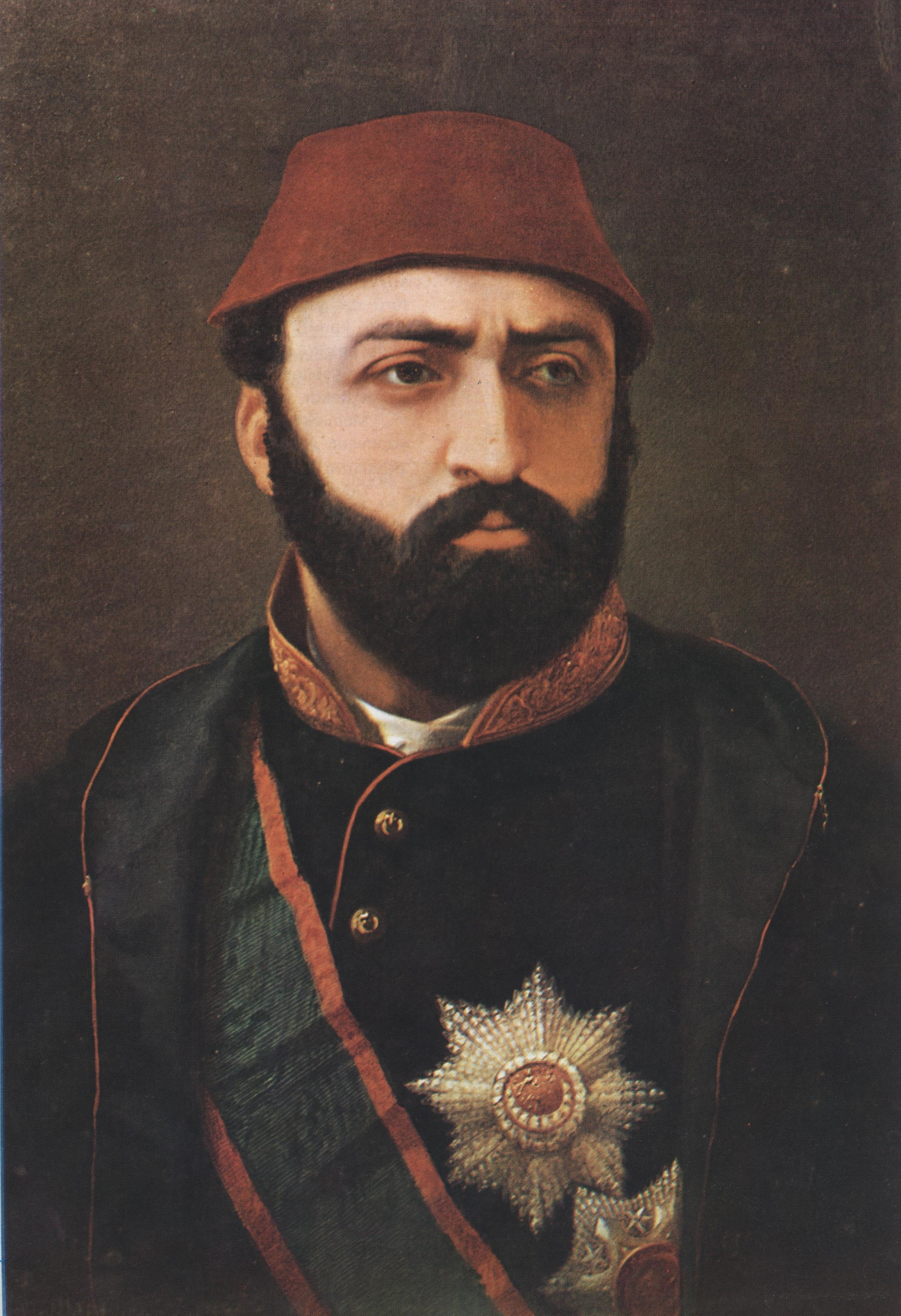
Султан Абдул-Азиз — сын Пертевниял

10 мая 1876 года заговорщики, возглавляли которых бывший и будущий великий визирь Мютерджим Мехмед Рюшди-паша, военный министр Хусейн Авни-паша, шейх-уль-ислам Хасан Хайруллах-эфенди и министр без портфеля Мидхат-паша, начали действовать. 12 мая заговорщиками был созван совет, который постановил, что Абдул-Азиз более не способен занимать султанский трон. В ночь с 29 на 30 мая Абдул-Азиз с семьёй оказался заблокирован во дворце Долмабахче — были перекрыты все входы и выходы — и оказался полностью отрезан от внешнего мира. В ту же ночь Абдул-Азиз был вывезен во дворец Топкапы, когда новый султан прибыл в Долмабахче, а затем с позволения Мурада V и его советников перебрался с семьёй в выбранный им дворец Ферие.

### Последние годы и смерть
Пертевниял-султан, тяжело переживавшая смерть сына, нашла успокоение в общении с детьми. Предполагаемое убийство сына делало её ещё более богобоязненной и много времени бывшая валиде проводила за чтением детям Корана. Зная об этом, Безминигяр, до замужества служившая у Пертевниял, решила представить ей семью одного военного — Агыр Махмут-бея, добровольцем участвовавшего в войне с Россией в 1877—1878 годах; семья Махмут-бея, состоявшая  из его супруги Эмине, дочерей Айше и Фатьмы и сына Шахина, осталась на попечении супруга Безминигяр — армейского офицера Хюсейна Васфи-паши. Пертевниял-султан была очарована прекрасным лицом Айше, её светлыми волосами и голубыми глазами, и красивыми кудрями Фатьмы. Она приняла решение взять девочек под опеку и вырастить их как своих детей, добавив к их именам Дестизер и Дестипер соответственно. Позднее, уже после смерти Пертевниял, старшая из девочек, Айше Дестизер, стала восьмой женой султана Абдул-Хамида II.
Умерла 5 февраля 1883 году во дворце Долмабахче, Стамбул. Похоронена в мечети Пертевниял Валиде Султан.

## Благотворительность и наследие

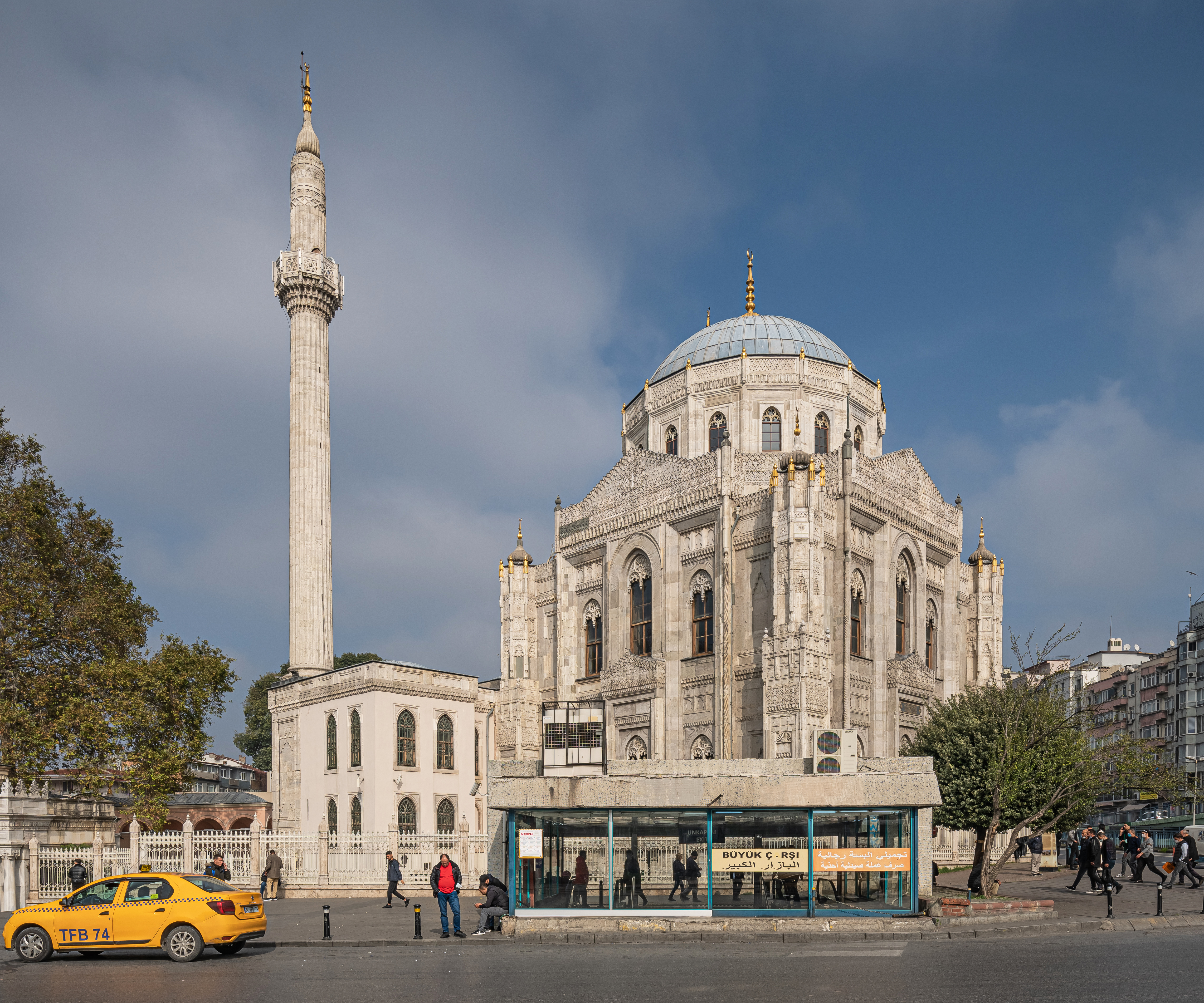
Мечеть Пертевниял Валиде-султан